# Мехмед IV
Мехмед IV (тур. IV. Mehmet; такође познат као Avcı Mehmed, Мехмед Ловац; 2. јануар 1642 — 6. јануар 1693) је био Султан Османског царства од 1648. до 1687. године. Дошао је на престо са само шест година након што је његов отац био свргнут и погубљен. Мехмедова владавина је била друга најдужа у Османској историји. Прве и последње године његове владавине окарактерисане су војним поразима и политичким нестабилностима, али такође је већи део био успешан због Мехмедовог великог везира Мехмед-паша Ћуприлића. Мехмед IV је описан од савременика као побожан владар, и био је означен као гази, што значи "свети ратник", због његове улоге у многим освајањима током његове дуге владавине. Под његовом владавином, царство је достигло највећу висину свог територијалног проширења у Европи. Од малих ногу је развио велики интерес за лов, због чега је у Турској познат под именом avcı (ловац). 1687. године, Мехмед је био свргнут од стране војника који су били разочарани због Османских пораза у Великом турском рату. Касније је отишао у Једрене, где је и преминуо 6. јануара 1693. године у 51. години живота.

## Детињство и младост
Мехмед је рођен у Топкапи палати 2. јануара 1642. године као најстарији син султана Ибрахима и Султаније Турхан Хатиџе. Током једне свађе султана и султаније, Ибрахим је у бесу бацио Мехмеда у базен. На срећу, Мехмед је успео да преживи, али је до краја живота имао ожиљак на глави добијен падом у базен. Мехмед је био обучаван од стране своје тетке, султаније Атике, како би једног дана постао намесник провинције, што се није десило.

## Почетак владавине
Мехмед је дошао на престо са свега 6 година. Његов долазак на власт означио је крај деликатног доба по династију. Његов предак Мустафа I био је свргнут два пута, а два султана, укључујући и Мехмедовог оца Ибрахима, била су убијена.
Мехмед IV се угледао на свог деду, султана Ахмеда I, те је одбио да погуби своју браћу и након што је добио првог сина.
Након његовог ступања на престо дошло је до превирања између његове баке, султаније Косем, и његове мајке, Турхан Хатиџе султаније, око тога ко ће управљати државом пошто је Мехмед био малолетан. Косем султанија се поставила као регент малолетног султана, али је у томе наишла на жесток отпор султанове мајке. Године 1651. Турхан Хатиџе султанија сковала је заверу против Косем султаније. У завери су учествовали чак и високи државни званичници. Ова завера кулминирала је убиством Косем султанија 1651. године. Тај догађај је наишао на огромно огорчење и незадовољство унутар Османског царства, судећи по томе да је Косем султанија деценијама била једна од главних фигура Османског царства.
Поред дворских интрига, османска флота је поражена од стране Венеције на Дарданелију, дошло је до устанка у Анадолији и масовних протеста у Истанбулу услед недостатка хране. Под тим условима Хатиџе Турхан султанија предала је извршну власт великом везиру Мехмед Копрулу-паши 1656. године.

## Управљање државом
Године 1652. финансијска ситуација је почела да се побољшава реформама Тархунџу Ахмед-паше. Он је смањио трошкове империје, а увео нове порезе свима, чак и државним званичницима. То је самим тим повећало и његове приходе. Но, то га није уздигло у очима султана, чак га је још више унизило и довело до незадовољства унутар царства. Услед таквог понашања великог везира државне емисије у државној каси су се погоршале. Војници који нису добили своје плате подигли су побуну. Чак 30 султанових званичника било је обешено на храсту на Сулејмановом тргу у Истанбулу. Овај догађај познат је као сикаморски инцидент.
Године 1656. беснео је рат између Османског царства и Млетачке републике. Венеција је успела да стави Дарданеле под своју контролу. Оваква ситуација изазвала је панику у Истанбулу, те је Мехмед Копрулу-паша преузео титулу великог везира.

## Период Копрулуа
Султан Мехмед IV наредио је изградњу моста у Истанбулу и Анадолији како би осигурао безбедност. Надлежност над изградњом моста поверена је великом везиру Мехмед Копрулу-паши. Када је султан Мехмед постигао могућност да преузме апсолутну власт, он то није учинио видевши да је власт препуштена способним и племенитим људима. Године које је провео у сенци своје мајке и високих државних званичника учиниле су да не буде политички активан. Он се окренуо филантропији, те се окренуо филантропији и образовању, баш као и његови преци, Сулејман I Величанствени и султан Ахмед I.
Велики везир Мехмед Копрулу-паша хитао је ка томе да врати престиж Османског царства. Гвозденом руком повратио је дисциплину код јаничара и завео ред унутар империје. Натерао их је да поштују хијерархију и систем, а самим тим и да сву своју енергију усмеравају ка одбрани државе и раду унутар државе. Такође, јасно им је ставио до знања да је њихов посао да штите државу, а не да се мешају у њен политички живот. Чинио је то путем застрашивања, чинећи то у име султана. Затим је наговорио султана Мехмеда да преузме команду над војском и одбрани Османско царство од Венеције. Султан је пристао на то и повратио контролу над многим острвима које је Венеција преотела Османлијама, а затим је наставио са даљим освајањима венецијанских острва. Оствареним победама Османлије су успеле да униште блокаду Венеције на Дарданелима, те да тиме омогуће поновно снабдевање Истанбула храном и заустављање раста цена који је представљао огромну претњу по османску економију и носио фаталан ризик по њену пропаст. Након смрти великог везира Мехмед Копрулу-паше то место заузима његов син, Фазил Ахмед Копрулу-паша.
Његовом сину наследнику приписује се изванредно достигнуће освајања Крита. Освајање Крита започето је још у време султана Ибрахима, али се оно није могло реализовати до краја, будући да је главно утврђење пружало веома жесток и жилав отпор. Пружање и одржавање тако јаког отпора омогућиле су европске државе које су константно слале помоћ браниоцима Крита. Фазил Ахмед-паша је успео да стави тачку на критски поход. Он је на челу морнарице успео да сломи блокаду Кандеха, који је опседао 7 месеци. Опсада је прекинута да би се он поново вратио и на крају освојио Кандех 1668. године након скоро две године опседања. Тим освајањем Крит је ушао у састав Османског царства. Фазил Ахмед је заједно са утврђењем узео и венецијанско оружје, које је служило за одбрану Крита. Наредио је обнову земље на Криту у виду поправки утврђења, фарми, ограда и зграда, па је напустио острво 1670. године, након 3 и по године боравка проведеног у његовом освајању и касније у обнови земље.
Фазил Ахмед-паша је обновио мир са Аустријом, тзв. вашварски мир у замку Уљар. Он је 1672. у Једрену склопио споразум са Пољацима у вези са плаћањем ратне одштете. Међутим, Пољска је престала да исплаћује одштету Османлијама, те је дошло наставка пољско-османског рата (1672—1676). Сукоби су се завршили 1676. године победом Османлија, које су добиле територијална проширења. Исте године, Фазил Ахмед-паша је преминуо. У породицу Копрулу доведен је будући велики везир Кара Мустафа-паша.

## Достигнућа током владавине
Његова владавина важна је за повратак османских добара од стране Мехмед Копрулу- паше и његовог сина Фазил Ахмеда. Повратили су егејска острва од Венеције, као и Крит током Критског рата (1645—1669).
Османлије су имале успешне походе у Трансилванији (1660) и Пољској (1670—1674). Тада је Мехмед склопио савез са Петром Дорошенком, те је тако био близу освајања Подолије и делова Украјине.
Следећи велики везир, Кара Мустафа- паша, био је мање способан. Он није успео да се избори са побуном козака на Кавказу, те је султан морао да уступи тај део територије Русији. Упркос том неуспеху, Кара Мустафа-паша је успео да извојева важну победу против Венеције, те да тиме стави тачку на рат који је 25 година беснео између две земље. При томе је успео да поврати све изгубљене територије, које су пале под привремену контролу Венеције.

## Велики турски рат
Године 1683. Османлије су подржале устанак у Мађарској, вођен од стране Имра Токолија, против хабзбуршке власти. Османлије су схватиле да више нема шта да се чека, те су одмах решиле да нападну Беч. Велики везир Кара Мустафа-паша предводио је војску која је бројала 400 000 људи. Током опсаде чинило се да ће читав европски свет немо посматрати још једну величанствену поведу Османлија. Међутим, при самом завршетку опсаде дошло је до неслоге између команде у османској војсци. Самим тим почело је да се ствара расуло унутар саме војске. Расуло је достигло свој врхунац када је пољски крај Јан III Собјески жестоким изненадним нападом, који се манифестовао у топовском бомбардовању османских табора и жестоким јуришем коњице, односно летећих хусара која је бројала око 15.000 војника, сасвим уништио срце османске команде и добар део војске. Преплашени, војници су почели да бацају оружје и беже пред налетом савезничких трупа. Битка код Каленберга која се одиграла 12. септембра 1683. године завршила се катастрофално по Османлије. Велики везир Кара Мустафа-паша склонио се након битке у Београд, а затим је, по сопственом налогу, био погубљен свиленим гајтаном. Ово хаотично стање унутар османске војске, Хабзбуршка монархија схватила је као знак слабости Османлија, те је царска војска почела да продире у османске земље и осваја их једну по једну.
Она се задржала у Скопљу, где се са 20.000 побуњеника из Македоније упутила ка Цариграду с намером да протера Османлије са Балкана. Међутим, Османлије су успеле да се колико-толико саберу и узврате жестоким нападом пуним осветничког беса. Овај турбулентни рат се завршио 1699. године миром у Сремским Карловцима, којим је Османско царство било присиљено да Хабзбуршкој монархији уступи читаву Мађарску, Хрватску и Војводину изузев Баната. Овај рат био је почетак дугог и веома болног пропадања Османског царства.

## Остатак живота и смрт
Након друге битке на Мохачу (1687) царство упада у кризу. У војсци је дошло до велике недисциплине и непослушности. Командант војске, Сури Сулејман- паша, у страху да га не убију властите трупе, побегао је прво у Београд, а затим у Истанбул. Када су вести о поразу и непослушности стигле у Истанбул 1687. Абаза Шијавус- паша постао је нови војни командант и велики везир. Но, пре него што је успео да добије команду, читава османска армија се растурила, а јаничари и спахије вратиле су се у своје базе предвођени официрима нижег реда. Сари Сулејман- паша био је погубљен. Мехмед је поставио новог команданта Копрулу Фазил Мустафа- пашу. Он је постављен као регент великог везира, такође. Нови командант почео је преговоре са тадашњим војним и државним врхом. После овога, 1687. године, одлучено је да се султан Мехмед склони са престола и да се на престо доведе његов брат Сулејман II. Мехмеда су уклонили са престола Јеген Осман- паша и јаничари. Свргавање је изведено 1687. године.
Мехмед је затворен у Топкапи палату из које је могао излазити с времена на време. Тако је и умро у Адрианопољу 1693. Пре него што је умро, 1691. године било је гласина како државни врх жели да га врати на престо услед лошег здравственог стања његовог брата Сулејмана.
Сахрањен је у турбету своје мајке. Његова омиљена конкубина била је Еметулах Рабија Гулнуш султанија са којом је имао двојицу синова. Њихова деца била су Мустафа II (1695—1703) и Ахмед III (1703—1730) и обојица су били султани.

## Породица

### Супруге
- Султанија Еметулах Рабија Гулнуш − Мајка султана Мустафе II и Ахмеда III.
- Султанија Сијавуш
- Султанија Афифе
- Султанија Рабија
- Султанија Каније
- Гулбејаз Хатун

### Мушка деца
| Име            | Мајка                            | Рођење            | Смрт              |
| -------------- | -------------------------------- | ----------------- | ----------------- |
| Мустафа II     | Султанија Еметулах Рабија Гулнуш | 6. фебруар 1664   | 29. децембар 1703 |
| Ахмед III      | Султанија Еметулах Рабија Гулнуш | 30. децембар 1673 | 24. јун 1736      |
| Принц Селим    | Султанија Рабија                 | 1659              | 1679              |
| Принц Махмут   | Султанија Каније                 | 1660              | 1660              |
| Принц Ибрахим  | Султанија Афифе                  | 1665              | 1666              |
| Принц Бајазит  | Султанија Рабија                 | 31. децембар 1678 | 1. јануар 1679    |
| Принц Сулејман | Султанија Сијавуш                | 13. фебруар 1681  | 1685              |

### Женска деца
Султан Мехмед је имао шест кћери:
- султанија Хатиџе (1660 — 5. јул 1743.): ћерка Гулнуш-султаније. Удата први пут 1675. године за Кулоглу Мустафа-пашу (умро 1686), удата други пут за Хасан-пашу (умро 1713). Имала је ћерку Ајше.
- султанија Ајше (1674 — 1676): ћерка Гулнуш-султаније. Верена 1675. године за Кара Мустафа-пашу, али до брака није дошло јер је Ајше преминула наредне године.
- султанија Умигулсум (1677 — 10. мај 1720.): ћерка Гулнуш-султаније. Удата 1694. године за Кучук Осман-пашу. Имала је ћерке  Хатиџе и Фатму.
- султанија Сафије (1670 — пре 1695): ћерка Гулбејаз-султаније. Удата 1687. године за Касим Мустафа-пашу, намесника Једрена[3].
- султанија Фатма (1679 — 6. децембар 1700.): ћерка Гулнуш-султаније. Удата први пут 1695. године за Черкез Ибрахим-пашу (погубљен 1697), удата други пут 1698. године за Топал Јусуф-пашу. Имала је ћерке Рукије и Сафије.
- султанија Гевхерхан: кћи непознате конкубине. Била је удата за једног од шејхова тог времена.

## Породично стабло
| \| \| \| \| \| \| \| \| \| \| \| 8. Мехмед III \| \| \| \| \| \| \| \| \| \| \| \| \| \| \| \| \| \| \| \| \| \| \| \| \| \| \| \| \| \| \| \| \| \| \| \| \| \| \| \| \| \| \| \| \| \| \| \| \| \| \| 4. Ахмед I \| \| \| \| \| \| \| \| \| \| \| \| \| \| \| \| \| \| \| \| \| \| \| \| \| \| \| \| \| \| \| \| \| \| \| \| \| \| \| \| \| \| \| \| \| \| \| \| \| \| \| \| \| \| \| \| \| \| \| \| 9. Султанија Хандан \| \| \| \| \| \| \| \| \| \| \| \| \| \| \| \| \| \| \| \| \| \| \| \| \| \| \| \| \| \| \| \| \| \| \| \| \| \| \| \| \| \| \| \| \| \| \| \| \| \| \| \| \| \| \| \| \| \| \| \| 2. Ибрахим \| \| \| \| \| \| \| \| \| \| \| \| \| \| \| \| \| \| \| \| \| \| \| \| \| \| \| \| \| \| \| \| \| \| \| \| \| \| \| \| \| \| \| \| \| \| \| \| \| \| \| \| \| \| \| \| \| \| \| \| \| \| \| \| \| \| \| \| \| \| \| \| \| \| \| \| \| \| \| \| \| \| \| \| \| \| \| \| \| \| \| \| \| \| \| \| \| \| \| \| \| \| \| \| \| \| \| \| \| \| \| \| \| \| \| \| \| \| \| \| 5. Султанија Косем \| \| \| \| \| \| \| \| \| \| \| \| \| \| \| \| \| \| \| \| \| \| \| \| \| \| \| \| \| \| \| \| \| \| \| \| \| \| \| \| \| \| \| \| \| \| \| \| \| \| \| \| \| \| \| \| \| \| \| \| \| \| \| \| \| \| \| \| \| \| \| \| \| \| \| \| \| \| \| \| \| \| \| \| \| \| \| \| \| \| \| \| \| \| \| \| \| \| \| \| \| \| \| \| \| \| \| \| \| \| \| \| \| \| \| \| \| \| \| \| 1. Мехмед IV \| \| \| \| \| \| \| \| \| \| \| \| \| \| \| \| \| \| \| \| \| \| \| \| \| \| \| \| \| \| \| \| \| \| \| \| \| \| \| \| \| \| \| \| \| \| \| \| \| \| \| \| \| \| \| \| \| \| \| \| \| \| \| \| \| \| \| \| \| \| \| \| \| \| \| \| \| \| \| \| \| \| \| \| \| \| \| \| \| \| \| \| \| \| \| \| \| \| \| \| \| \| \| \| \| \| \| \| \| \| \| \| \| \| \| \| \| \| \| \| \| \| \| \| \| \| \| \| \| \| \| \| \| \| \| \| \| \| \| \| \| \| \| \| \| \| \| \| \| \| \| \| \| \| \| \| \| \| \| \| \| \| \| \| \| \| \| \| \| \| \| \| \| \| \| \| \| \| \| \| \| \| \| \| \| \| \| \| \| \| \| \| \| \| \| \| \| \| \| \| \| \| \| \| \| \| \| \| \| \| \| \| \| \| \| \| \| \| \| \| \| \| \| \| \| \| \| \| \| \| \| \| \| \| \| \| \| \| \| \| 3. Султанија Турхан Хатиџе \| \| \| \| \| \| \| \| \| \| \| \| \| \| \| \| \| \| \| \| \| \| \| \| \| \| \| \| \| \| \| \| \| \| \| \| \| \| \| \| \| \| \| |                            |  |  |  |  |  |  |  |  |               |  |  |  |
| |                            |  |  |  |  |  |  |  |  | 8. Мехмед III |  |  |  |
| |                            |  |  |  |  |  |  |  |  |               |  |  |  |
| |                            |  |  |  |  |  |  |  |  |               |  |  |  |
| |                            |  |  |  |  |  |  |  |  |               |  |  |  |
| | 4. Ахмед I                 |  |  |  |  |  |  |  |  |               |  |  |  |
| |                            |  |  |  |  |  |  |  |  |               |  |  |  |
| |                            |  |  |  |  |  |  |  |  |               |  |  |  |
| |                            |  |  |  |  |  |  |  |  |               |  |  |  |
| | 9. Султанија Хандан        |  |  |  |  |  |  |  |  |               |  |  |  |
| |                            |  |  |  |  |  |  |  |  |               |  |  |  |
| |                            |  |  |  |  |  |  |  |  |               |  |  |  |
| |                            |  |  |  |  |  |  |  |  |               |  |  |  |
| | 2. Ибрахим                 |  |  |  |  |  |  |  |  |               |  |  |  |
| |                            |  |  |  |  |  |  |  |  |               |  |  |  |
| |                            |  |  |  |  |  |  |  |  |               |  |  |  |
| |                            |  |  |  |  |  |  |  |  |               |  |  |  |
| |                            |  |  |  |  |  |  |  |  |               |  |  |  |
| |                            |  |  |  |  |  |  |  |  |               |  |  |  |
| |                            |  |  |  |  |  |  |  |  |               |  |  |  |
| |                            |  |  |  |  |  |  |  |  |               |  |  |  |
| | 5. Султанија Косем         |  |  |  |  |  |  |  |  |               |  |  |  |
| |                            |  |  |  |  |  |  |  |  |               |  |  |  |
| |                            |  |  |  |  |  |  |  |  |               |  |  |  |
| |                            |  |  |  |  |  |  |  |  |               |  |  |  |
| |                            |  |  |  |  |  |  |  |  |               |  |  |  |
| |                            |  |  |  |  |  |  |  |  |               |  |  |  |
| |                            |  |  |  |  |  |  |  |  |               |  |  |  |
| |                            |  |  |  |  |  |  |  |  |               |  |  |  |
| | 1. Мехмед IV               |  |  |  |  |  |  |  |  |               |  |  |  |
| |                            |  |  |  |  |  |  |  |  |               |  |  |  |
| |                            |  |  |  |  |  |  |  |  |               |  |  |  |
| |                            |  |  |  |  |  |  |  |  |               |  |  |  |
| |                            |  |  |  |  |  |  |  |  |               |  |  |  |
| |                            |  |  |  |  |  |  |  |  |               |  |  |  |
| |                            |  |  |  |  |  |  |  |  |               |  |  |  |
| |                            |  |  |  |  |  |  |  |  |               |  |  |  |
| |                            |  |  |  |  |  |  |  |  |               |  |  |  |
| |                            |  |  |  |  |  |  |  |  |               |  |  |  |
| |                            |  |  |  |  |  |  |  |  |               |  |  |  |
| |                            |  |  |  |  |  |  |  |  |               |  |  |  |
| |                            |  |  |  |  |  |  |  |  |               |  |  |  |
| |                            |  |  |  |  |  |  |  |  |               |  |  |  |
| |                            |  |  |  |  |  |  |  |  |               |  |  |  |
| |                            |  |  |  |  |  |  |  |  |               |  |  |  |
| | 3. Султанија Турхан Хатиџе |  |  |  |  |  |  |  |  |               |  |  |  |
| |                            |  |  |  |  |  |  |  |  |               |  |  |  |
| |                            |  |  |  |  |  |  |  |  |               |  |  |  |